# Irving Pichel
Irving Pichel est un acteur et réalisateur américain, né le 24 juin 1891 à Pittsburgh, en Pennsylvanie (États-Unis) et mort le 13 juillet 1954 à Hollywood.

## Biographie
Irving Pichel commence sa carrière comme directeur technique pour des comédies musicales jouées au théâtre du Bohemian Club à San Francisco et dans son campement d'été, Bohemian Grove, à Monte Rio. Il acquiert une grande notoriété en 1927, en interprétant le rôle principal dans la pièce Lazarus Laughed d'Eugene O'Neill, jouée au Pasadena Playhouse.
En 1929, il monte la pièce de théâtre Stella Dallas au Fulton de Oakland, tirée du roman éponyme de Olive Higgins Prouty avec notamment Flora Bramley dans le rôle principal féminin.
Parmi ses rôles à l'écran les plus notables figurent son interprétation du serviteur Sandor dans La Fille de Dracula, celui du propriétaire du motel miteux dans La Déchéance de miss Drake et celui de Fagin dans l'Oliver Twist de 1933.
Pichel réalise plusieurs films, dont Le Miracle des cloches, Monsieur Peabody et la Sirène (1948) et Destination... Lune ! (1950). Il est le narrateur dans Qu'elle était verte ma vallée de John Ford et est la voix de Jésus dans le film The Great Commandment (en).
Au milieu des années 1940, Pichel joue de petits rôles dans plusieurs de ses films et est le narrateur de La Charge héroïque (1949) de John Ford. Ses derniers films en tant que réalisateur sont Martin Luther en 1953 et Le Jour du Triomphe en 1954.

## Filmographie

### Comme acteur
- 1930 : The Right to Love : Caleb Evans
- 1931 : Murder by the Clock : Philip Endicott
- 1931 : Une tragédie américaine (An American Tragedy) de Josef von Sternberg : Procureur Orville Mason
- 1931 : Le Chemin du divorce (The Road to Reno) de Richard Wallace : Robert Millet
- 1931 : The Cheat : Hardy Livingstone
- 1932 : Two Kinds of Women : Sénateur Krull
- 1932 : The Miracle Man : Henry Holmes
- 1932 : Forgotten Commandments : Prof. Marinoff
- 1932 : Westward Passage : Harry Ottendorf
- 1932 : The Painted Woman : Robert Dunn, avocat
- 1932 : Strange Justice (en) de Victor Schertzinger : L.D. Waters
- 1932 : Wild Girl : Rufe Waters
- 1932 : Madame Butterfly : Yomadori
- 1933 : Hamlet - Act I: Scene V
- 1933 : Billion Dollar Scandal : Albert Griswold
- 1933 : The Mysterious Rider (en) de Fred Allen : Cliff Harkness
- 1933 : Celle qu'on accuse (The Woman Accused) : Procureur Clark
- 1933 : Oliver Twist de William J. Cowen : Fagin
- 1933 : Kaspa, fils de la brousse (King of the Jungle) de H. Bruce Humberstone et Max Marcin : Corey
- 1933 : La Déchéance de miss Drake (The Story of Temple Drake) de Stephen Roberts : Lee Goodwin
- 1933 : Le Docteur Cornélius (Before Dawn)  : Speaker Police Radio (voix)
- 1933 : Vol de nuit (Night Flight) : Dr. Decosta
- 1933 : Je ne suis pas un ange (I'm No Angel) de Wesley Ruggles : Bob (l'avoué de Clayton)
- 1933 : The Right to Romance : Dr. Beck
- 1934 : Fog Over Frisco de William Dieterle : Jake Bellow
- 1934 : Such Women Are Dangerous : Stanley
- 1934 : Return of the Terror (en) : Burke
- 1934 : She Was a Lady
- 1934 : Agent britannique (British Agent) de Michael Curtiz : Sergei Pavlov
- 1934 : Cléopâtre (Cleopatra), de Cecil B. DeMille : Apollodorus
- 1934 : I Am a Thief (en) : Comte Trentini
- 1934 : The Silver Streak : von Brecht, agent allemand
- 1935 : Agent spécial (Special agent) de William Keighley : U.S. Procureur
- 1935 : Cinquante mille dollars morte ou vive (Three Kids and a Queen) d'Edward Ludwig : Kraft
- 1936 : Don't Gamble with Love : Rick Collins
- 1936 : The House of a Thousand Candles : Anton Sebastian
- 1936 : Special Agent K-7 : Lester Owens
- 1936 : La Fille de Dracula (Dracula's Daughter), de Lambert Hillyer : Sandor
- 1936 : Hearts in Bondage (en) de Lew Ayres : Secrétaire de guerre Sumner Gideon Welles
- 1936 : Down to the Sea : Alex Fotakis
- 1936 : General Spanky : Simmons
- 1937 : Join the Marines de Ralph Staub : Col. Leonard
- 1937 : Armored Car : Walinsky
- 1937 : La Furie de l'or noir (High, Wide, and Handsome) de Rouben Mamoulian : Mr. Stark
- 1937 : The Sheik Steps Out
- 1938 : L'Insoumise (Jezebel), de William Wyler : Huger
- 1938 : La Pauvre Millionnaire (There Goes My Heart) de Norman Z. McLeod : Mr. Gorman
- 1938 : Gambling Ship de Louis J. Gasnier et Max Marcin : Professeur
- 1938 : Dernière édition (en) (Newsboys' Home) de Harold Young et Arthur Lubin : Tom Davenport
- 1938 : Fantômes en croisière (Topper Takes a Trip) de Norman Z. McLeod
- 1939 : Juarez, de William Dieterle : Gen. Carabajal
- 1939 : Exile Express : Victor
- 1939 : Dick Tracy's G-Men (en) : Nicolas Zarnoff
- 1939 : Rio : Rocco
- 1939 : Torture Ship : Dr. Herbert Stander
- 1939 : Old Hickory : Bruce Renoir
- 1941 : Qu'elle était verte ma vallée (How Green Was My Valley), de John Ford : Huw Morgan adulte (voix)
- 1943 : The Moon Is Down : Peder, aubergiste
- 1946 : Demain viendra toujours (Tomorrow Is Forever), de lui-même : Voix du Commentateur radio
- 1947 : Ils ne voudront pas me croire (They Won't Believe Me), de lui-même : extra, dans la salle d'audience
- 1947 : Chansons dans le vent (Something in the Wind) : Tone Deaf Mechanic
- 1949 : La Charge héroïque (She Wore a Yellow Ribbon), de John Ford : Narrateur
- 1950 : The Great Rupert : Le piéton perplexe
- 1950 : Sables mouvants (Quicksand) : Voix du speaker
- 1950 : Destination... Lune ! (Destination Moon), de lui-même : Le narrateur hors champ de Woody Woodpecker
- 1951 : La Bagarre de Santa Fe (Santa Fe) : Harned
- 1953 : Martin Luther : Brueck

### Comme réalisateur
- 1932 : Les Chasses du comte Zaroff (The Most Dangerous Game) coréalisé avec Ernest B. Schoedsack
- 1933 : Le Docteur Cornélius (Before Dawn)
- 1935 : La Source de feu (She)
- 1936 : The Gentleman from Louisiana
- 1937 : Larceny on the Air (en)
- 1937 : Beware of Ladies
- 1937 : The Sheik Steps Out
- 1937 : The Duke Comes Back
- 1939 : The Great Commandment
- 1940 : Earthbound
- 1940 : The Man I Married
- 1941 : Les Trappeurs de l'Hudson (Hudson's Bay)
- 1941 : Dance Hall
- 1942 : Shanghaï, nid d'espions[1] (Secret Agent of Japan)
- 1942 : The Pied Piper
- 1942 : Life Begins at Eight-Thirty
- 1943 : La Nuit sans lune (The Moon Is Down)
- 1943 : Happy Land
- 1944 : Le bonheur est pour demain (And Now Tomorrow)
- 1945 : A Medal for Benny
- 1946 : Demain viendra toujours (Tomorrow Is Forever)
- 1946 : Colonel Effingham's Raid
- 1946 : Amazone moderne (The Bride Wore Boots)
- 1946 : Les Héros dans l'ombre (O.S.S.)
- 1946 : Tentation (en) (Temptation)
- 1947 : Ils ne voudront pas me croire (They Won't Believe Me)
- 1947 : Chansons dans le vent (Something in the Wind)
- 1948 : Le Miracle des cloches (The Miracle of the Bells)
- 1948 : Monsieur Peabody et la Sirène (Mr. Peabody and the Mermaid)
- 1949 : Crépuscule (Without Honor)
- 1950 : The Great Rupert
- 1950 : Sables mouvants (Quicksand)
- 1950 : Destination... Lune ! (Destination Moon)
- 1951 : Santa Fe
- 1953 : Martin Luther
- 1954 : Day of Triumph